# Charles Walgreen junior
Charles R. Walgreen junior (ur. 4 marca 1906, zm. 11 lutego 2007), przedsiębiorca amerykański, wieloletni prezes firmy farmaceutycznej Walgreen Drug Company.
Syn założyciela Walgreen Drug Company Charlesa seniora, ukończył studia farmaceutyczne na University of Michigan w 1928. W 1939 po nagłej śmierci ojca stanął na czele przedsiębiorstwa i kierował nim w okresie II wojny światowej i rozwoju gospodarczego po wojnie, do początku lat 70. Firma pod jego kierownictwem stała się czołową amerykańską siecią samoobsługowych aptek i sklepów kosmetycznych (600 sklepów, w 2005 5000).
Walgreen pełnił funkcję prezesa firmy do 1971, w zarządzie zasiadał jeszcze do 1977; zachował wpływ na firmę także na emeryturze. Udzielał się jako filantrop, m.in. wspierając finansowo University of Michigan. Uczelnia wyróżniła go doktoratem honoris causa (1992) oraz nadała jego imię Centrum Teatralnemu (2005).